# Revolt dels Dotze Apòstols
El Revolt dels Dotze Apòstols és un revolt molt tancat de l'antic traçat de l'actual carretera C-59, en el terme municipal de Sant Quirze Safaja, a la comarca del Moianès.
Està situat en el Sot de la Font del Boix, en el lloc on la carretera antiga travessava per un pont el torrent de les Vinyes. És a ponent del punt quilomètric 27 de la carretera actual.